# Бриджтаун
Бри́джтаун (англ. Bridgetown) — город в юго-западной части острова Барбадос, столица государства Барбадос.

## Этимология
По народно-этимологической версии, название «Бриджтаун» обусловлено тем, что в городе имеются два моста, соединяющие части города, разделённые глубоко вдающимся в сушу заливом (буквально: «город мостов», от англ. bridge — «мост», town — «город»). В действительности, однако, современное название дано в честь полковника Тобайаса Бриджа, командовавшего армией острова в войне против Тобаго в 1672 году.

## География и природа
Город расположен на юго-западе острова Барбадос, на закругляющейся части побережья залива Карлайл Атлантического океана в устье реки Конститьюшен. Полоса застройки тянется вдоль побережья залива на несколько миль на запад и юг, в обе стороны от городского центра, а также вглубь острова, образуя конурбацию. Рельеф территории города равнинный, высота над уровнем моря около 30 метров. Климат тропический пассатный. Температура на протяжении всего года остается на уровне 26—30 °C. Среднегодовая норма осадков примерно 1400 мм. Иногда на Бриджтаун обрушиваются ураганы.
На юго-восточной окраине Бриджтауна расположен заповедник Грэм-Холл. В остальном естественная тропическая растительность практически полностью уничтожена не только в окрестностях столицы, но во всей стране. Преобладают культурные ландшафты и плантации сахарного тростника. Вдоль дорог высажены кокосовые пальмы, казуарины и красное дерево. Хищников и змей нет, но сильно распространились мангусты, которых более 100 лет назад завезли для борьбы с крысами. Воды залива богаты рыбой и ракообразными.
Бриджтаун — развитый грузовой и круизный морской порт, узел автомобильных дорог. В 10 км к востоку от города расположен международный аэропорт им. Грантли Адамса.

## История развития
Город основан в 1628 году под названием Индиан-Бридж. Сохранились критические отзывы о нём этого периода, связанные с неудачным расположением возле болот с их ядовитыми испарениями и отсутствием продуманной планировки. Около 1660 года в обиход вошло название Сент-Майклз (англ. St. Michael’s Town), остававшееся основным до XIX века. Город долгое время являлся центром работорговли в Вест-Индии, входя в состав Британской колонии.
В 1781 году Франция снарядила большую экспедицию с целью отбить Сент-Майклз у британцев, однако она закончилась провалом. За свою историю город неоднократно страдал от крупномасштабных пожаров, а в 1854 году — от эпидемии холеры, от которой умерло около 20 тысяч человек. В XIX веке Бриджтаун был местом пребывания британских колониальных властей. В 1966 году город получил статус столицы независимого государства Барбадос.

## Население
Население Бриджтауна составляет порядка 110 тысяч человек. Примерно 80 % жителей города имеют африканское происхождение, 4 % — потомки выходцев из Великобритании и других стран Западной Европы, 3 % — метисы, остальные — переселенцы из Азии и других регионов.
Официальным языком является английский, но практически все население говорит на местном диалекте английского языка.
Протестантизм исповедуют около 60 % жителей, католичество — 4 %, 12 % — населения придерживаются верований предков, остальные — атеисты.

## Экономика
Экономика Бриджтауна стала развиваться довольно быстро после сооружения в 1961 году искусственной гавани, доступной для судов с глубокой осадкой. Благодаря этому город превратился в главный порт страны. К 1970 году на первое место в экономике столицы вышел туризм, потеснивший переработку сахарного тростника (основная масса туристов прибывает из США и Великобритании). В 1980—1990-х годах Бриджтаун с помощью привлечения иностранных капиталов стал офшорным финансовым центром и центром оказания информационных услуг.
Бриджтаун — главный грузовой и круизный порт Барбадоса, через который из страны вывозятся сахар, ром и патока, он также является основным перевалочным портом в восточной части Карибского бассейна. За 2013 год через порт Бриджтауна прошли 900 тыс. т контейнерных грузов. В 1990-е годы начал работу большой пассажирский терминал. Портовые услуги, офшорные финансовые операции и развивающийся туризм составляют основу экономики города в начале XXI века. В Бриджтауне располагаются Центральный банк Барбадоса, казначейство и здание Национальной страховой компании — комплекс высотных сооружений, доминирующий в городском ландшафте; Барбадосская фондовая биржа, штаб-квартиры Карибского банка развития и ряда национальных коммерческих банков. Бриджтаун — важный региональный информационно-коммуникационный центр, место расположения штаб-квартиры Caribbean News Agency и отделений телекоммуникационных компаний Digicel и WIISCOM Technologies.

## Культурное значение

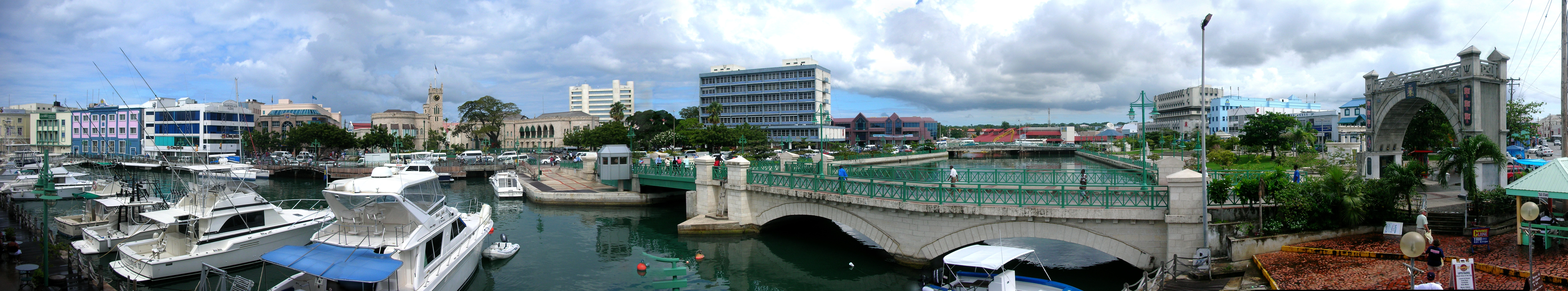
Панорама города

Исторический центр Бриджтауна в 2011 году включён в списки объектов Всемирного наследия ЮНЕСКО. В историческом центре находится историко-архитектурный парк «Гарнизон» (англ. Garrison), включающий военные укрепления и форт Сент-Энн 1705 года постройки, а также ипподром и конноспортивный клуб «Гаррисон Саванна». Ряд зданий военного городка занимает министерство обороны Барбадоса. Среди памятников архитектуры Бриджтауна — англиканский кафедральный собор Св. Михаила, построенный из кораллового известняка на средства, собранные в лотерее, после того как его предшественник был уничтожен ураганом в 1780 году. Центральная городская достопримечательность — площадь Национальных Героев (ранее Трафальгарская) со статуей Нельсона, воздвигнутой в 1813 году в подражание одноимённой лондонской площади. Въезд на площадь со стороны Бэй-стрит оформлен Аркой независимости, на ней также размещён кенотаф в память об уроженцах Барбадоса, погибших в ходе двух мировых войн. На одной стороне площади располагаются публичные здания XIX века с высокой часовой башней (копия лондонского Биг-Бена), служащие местом работы парламента. Узкий морской залив Каринидж, где расположены исторические верфи и сухой док и современная стоянка для яхт и судов для спортивной рыбалки, отделяет площадь Национальных героев от площади Независимости. На последней установлен памятник первому премьер-министру Барбадоса Эрролу Бэрроу. Юго-восточнее Кариниджа на Колридж-стрит расположены штаб-квартира полиции, здание суда и центральное отделение Национальной системы публичных библиотек, а неподалёку от них — одна из старейших синагог Америки, построенная в 1654 году, в 1832 году разрушенная ураганом и восстановленная двумя годами позже. К востоку от городского центра располагается построенный в начале XVIII века Дом правительства — резиденция генерал-губернатора Барбадоса.
Бриджтаун — главный научный и образовательный центр страны. В городе с 1963 года находится кампус Университета Вест-Индии, при котором с 2004 года действует Вест-Индский федеральный архивный центр. С 1745 года действует Кодрингтонский колледж, старейшее англоязычное учреждение высшего образования в странах Карибского бассейна; в 1968 году открыт Общественный колледж Барбадоса. Другие учреждения включают Национальный архив и Центр Национальной системы публичных библиотек. Действует ряд музеев: исторический (основан в 1933 году, располагается в здании бывшей гарнизонной военной тюрьмы), морской (на территории исторической верфи), парламента Барбадоса, еврейской культуры и крикета, а также дом-музей Джорджа Вашингтона (открыт в 2007 году).
Культурная жизнь представлена художественной галереей и театром в здании XVIII века в Королевском парке (так называемый Дом генерала) и концертным залом им. Фрэнка Коллимора. В феврале в городе проходит культурный фестиваль «Holetown»; проводятся также фестивали джаза, регги, классической музыки, ремёсел и еды и уличный фестиваль «Congaline». В Бриджтауне расположены Национальный стадион Барбадоса (15 тыс. мест, построен в 1970 году) и стадион «Кенсингтон Овал» (14,5 тыс. мест, построен в 1871 году, реконструирован в 2005—2007 годах к проведению финала чемпионата мира по крикету 2007 года).